# 安尼頓·達康塞桑
安尼頓·達康塞桑（Anílton da Conceição，1968年3月15日—），生於巴西聖保羅聖卡洛斯，已退役巴西足球運動員，司職右中場，出身於巴西名門聖保羅與多名巴西名宿為老朋友，其兒子菲臘為前南華球員，現時擔任香港足球代表隊的技術分析員及助教。

## 球會生涯
安尼頓生於巴西聖保羅聖卡洛斯，出身於巴西名門聖保羅，與巴西傳奇名宿卡富是聖保羅同房室友，當時安尼頓常常到卡富家作客，在球場上由於安尼頓踢右中場，而卡富踢右後衛，令兩人經常在右路合作，安尼頓曾有機會與卡富一起入選巴西國家隊，但不幸他在關鍵時刻遇上車禍，休息了足足一年，此外安尼頓更與另一巴西名宿朗拿度是老朋友，在2015年朗拿度到澳門參加撲克比賽途經香港，就是由安尼頓是負責接待他的。
在1997年，安尼頓來港加盟好易通，在港效力7季先後效力流浪及傑志等球隊。於2003年4月15日的足總盃準決賽，由安尼頓完場前的入球，協助澎馬流浪以1–0爆冷擊敗冕的南華晉身決賽，不過在對晨曦的足總盃決賽，安尼頓不幸地嚴重受傷，該次傷患不但令他無法繼續比賽，更突然掛靴，導致安尼頓多年來連步行都是一拐一拐。

## 教練生涯
安尼頓一直想做幼年足球培訓，於是在香港開辦Nova足球學校，主要教授基礎訓練。
安尼頓於2009年成為南華的助理教練，由於他效力流浪時期與時任香港代表隊主教練金判坤為隊友，並獲他賞識，當金判坤成為香港代表隊的主教練後，便找他擔任香港隊的技術分析員，兼任助教。
安尼頓於2022年9月底，正式榮休香港隊助教一職。球迷亦在9月24日香港主場賽事比賽第11分鐘拍掌，感謝安尼頓為本地足球的付出努力。

## 家庭生活
安尼頓一對兒女在香港長大，其中17歲的兒子菲臘於2012年12月18日成為南華新註冊兩位球員之一。

## 外部連結
- Anílton da Conceição